# HD 20367
HD 20367 è una stella di magnitudine 6,41 situata nella costellazione dell'Ariete. Dista 87 anni luce dal sistema solare. Nel giugno del 2002 è stato scoperto un pianeta extrasolare orbitante attorno alla stella.

## Osservazione
Si tratta di una stella situata nell'emisfero celeste boreale. La sua posizione moderatamente boreale fa sì che questa stella sia osservabile specialmente dall'emisfero nord, in cui si mostra alta nel cielo nella fascia temperata; dall'emisfero australe la sua osservazione risulta invece più penalizzata, specialmente al di fuori della sua fascia tropicale. Essendo di magnitudine pari a 6,4, non è osservabile ad occhio nudo; per poterla scorgere è sufficiente comunque anche un binocolo di piccole dimensioni, a patto di avere a disposizione un cielo buio.
Il periodo migliore per la sua osservazione nel cielo serale ricade nei mesi compresi fra fine ottobre e aprile; nell'emisfero nord è visibile anche per un periodo maggiore, grazie alla declinazione boreale della stella, mentre nell'emisfero sud può essere osservata limitatamente durante i mesi dell'estate australe.

## Caratteristiche fisiche
La stella è una nana gialla paragonabile al Sole, la massa è 1,04 volte quella solare, il raggio equivale a 1,18 volte. La magnitudine assoluta è di 4,27 e la sua velocità radiale positiva indica che la stella si sta allontanando dal sistema solare.

## Pianeta
Nel 2002 è stato scoperto un pianeta gioviano attorno alla stella, chiamato HD 20367 b. È poco più grande di Giove (107% la massa) e orbita in un periodo di circa 500 giorni attorno alla stella madre, su un'orbita piuttosto eccentrica che ha un semiasse maggiore di 1,25 UA. La distanza del pianeta dalla stella varia da 0,96 a 1,37 UA, mentre la zona abitabile va da 1,11 a 2,2 UA, dunque solo in parte la sua orbita è entro questi limiti. Al suo periastro la temperatura d'equilibrio sarebbe, con un'albedo come quella della Terra, intorno ai 20 °C, senza però tener conto dell'eventuale effetto serra dell'atmosfera di una luna orbitante il gigante gassoso, che potrebbe scaldare eccessivamente la sua superficie. Per un pianeta con un'atmosfera simile alla Terra la temperatura reale media è circa 33 K più alta di quella d'equilibrio (-18 °C nel caso della Terra), proprio perché i gas serra tendono a trattenere il calore ricevuto dalla propria stella.
Sotto, un prospetto del sistema di HD 20367.
| Pianeta | Massa   | Periodo orb. | Sem. maggiore | Eccentricità | Scoperta |
| ------- | ------- | ------------ | ------------- | ------------ | -------- |
| b       | 1,07 MJ | 500 giorni   | 1,25 UA       | 0,23         | 2002     |